# Selección femenina de roller derby de Escocia
La selección femenina de roller derby de Escocia representa a Escocia en el roller derby internacional femenino, en eventos como la Copa Mundial de Roller Derby. El equipo se formó por primera vez para competir en la Copa Mundial de Roller Derby de 2011 y terminó el torneo en el undécimo lugar.
El equipo de Escocia jugó dos partidos de preparación para la Copa del Mundo, derrotando a un equipo del "resto de Escocia" y al "Northern All-Stars", formado por patinadores del norte de Inglaterra.
En la Copa del Mundo, Escocia perdió por un estrecho margen ante Nueva Zelanda , 124 a 111, y de forma abrumadora ante Estados Unidos, 435 a 1. [3] Aunque esto lo llevó a convertirse en el equipo con el ranking más bajo en la etapa de consolación, Argentina y luego venció a Brasil, para terminar undécimo de trece equipos.

## Jugadoras

### Equipo actual
El equipo de 2014 fue seleccionado de un "Equipo de entrenamiento" de 30 patinadores, ellos mismos seleccionados a través de dos rondas de pruebas realizadas bajo los auspicios de la Asociación de Roller Derby del Reino Unido (UKRDA). Los últimos 20 patinadores seleccionados para la lista de la Copa del Mundo de 2014 se anunciaron el 1 de mayo de 2014.
Desde ese anuncio, el equipo de Escocia ha aparecido en dos combates públicos, donde muchos de los patinadores patinaban con sus nombres legales, en lugar de los nombres de los derby (los patinadores del equipo de Escocia eligen ellos mismos si usar sus nombres legales o de patinaje para este equipo): la siguiente tabla enumera a los patinadores por los nombres con los que patinan con sus ligas locales. ( afiliaciones de liga enumeradas en el momento del anuncio)
| N.º  | Nombre            | Liga                        |
| ---- | ----------------- | --------------------------- |
| 1111 | Admiral Attackbar | Auld Reekie Roller Girls    |
| 87   | Caitlin O"Carroll | Auld Reekie Roller Girls    |
| 3    | Ciderella         | Auld Reekie Roller Girls    |
| 111  | Clinically Wasted | Granite City Roller Girls   |
| 11   | Crazylegs         | Auld Reekie Roller Girls    |
| 182  | Fight Cub         | Granite City Roller Girls   |
| 31   | Jess E. Ska       | Glasgow Roller Derby        |
| 42   | Marshall Lawless  | Glasgow Roller Derby        |
| 69   | Milky             | Dundee Roller Girls         |
| 7    | Minnie Riot       | Auld Reekie Roller Girls    |
| 22   | Mona Rampage      | Glasgow Roller Derby        |
| 09   | Rock'N Riot       | Granite City Roller Girls   |
| 210  | Rogue Runner      | Glasgow Roller Derby        |
| 0131 | Sarah Oates       | London Rollergirls          |
| 85   | Skinner Alive     | Auld Reekie Roller Girls    |
| 0    | Splat             | Glasgow Roller Derby        |
| 28   | Suffra Jet        | Glasgow Roller Derby        |
| 931  | The Bexorcist     | Seaside Sirens Roller Girls |
| 16   | Velocidy          | Auld Reekie Roller Girls    |
| 39   | Yin & Bang        | Auld Reekie Roller Girls    |
| 5    | Ginge             | Auld Reekie Roller Girls    |